# عبد الله أحمد الحمود الصباح
الشيخ عبدالله أحمد حمود الجابر المبارك الصباح ، (1977-) ، مدير عام الهيئة العامة للبيئة و رئيس مجلس الادارة ، وهو الابن الثاني للشيخ أحمد الحمود الصباح بعد أخيه المتوفي "حمود"، والدته الشيخة رابعة إبراهيم الجراح الصباح.

## الحياة العلمية و العملية
- حاصل على دبلوم دراسات عسكرية من كلية ساندهيرست العسكرية في بريطانيا في عام 2000.
- عمل في إدارة الاستخبارات و قوة الهندسة العسكرية في وزارة الدفاع الكويتية.
- حصل على بكالوريوس محاسبة من جامعة المعادي في جمهورية مصر العربية عام 2009.
- حصل على ماجستير في العلوم البيئية من جامعة عين شمس في جمهورية مصر العربية عام 2013.
- انتقل للعمل كمدير عام للهيئة العامة للبيئة في ديسمبر 2014.[2]

## المناصب و العضويات
- مدير عام الهيئة العامة للبيئة و رئيس مجلس الإدارة - دولة الكويت.[3]
- عضو و مقرر المجلس الأعلى للبيئة بدولة الكويت.
- عضو في مجلس إدارة الهيئة العامة للصناعة بدولة الكويت.
- عضو في مجلس إدارة نقطة الارتباط الكويتية لمشاريع البيئة - دولة الكويت.[4]
- عضو في مجلس إدارة هيئة الشراكة بين القطاعين العام و الخاص - دولة الكويت.

## الحياة الأسرية
متزوج من الشيخة هلا حمد الخالد الصباح و لهما من الأبناء :
- رقية
- محمد
- لولوة
- حمود
- سالم
- أحمد

## وصلات خارجية
- الهيئة العامة للبيئة